# Stemass
Stemass (en russe : Стемасс) est un village de Russie situé dans le raïon de Vechkaïma de l'oblast d'Oulianovsk. C'est le siège administratif de l'établissement rural de Stemass qui comprend cinq autres petits villages (pour une population de 775 habitants en 2021). Il est durement frappé par l'exode rural depuis les années 1990.

## Géographie
Le village se trouve dans la partie nord-ouest de l'oblast d'Oulianovsk, dans une zone de steppe forestière sur le plateau de la Volga, au bord de la rivière Stemass. Il est à environ 19 km à vol d'oiseau au sud-est de Vechkaïma à 157 m d'altitude.

## Histoire

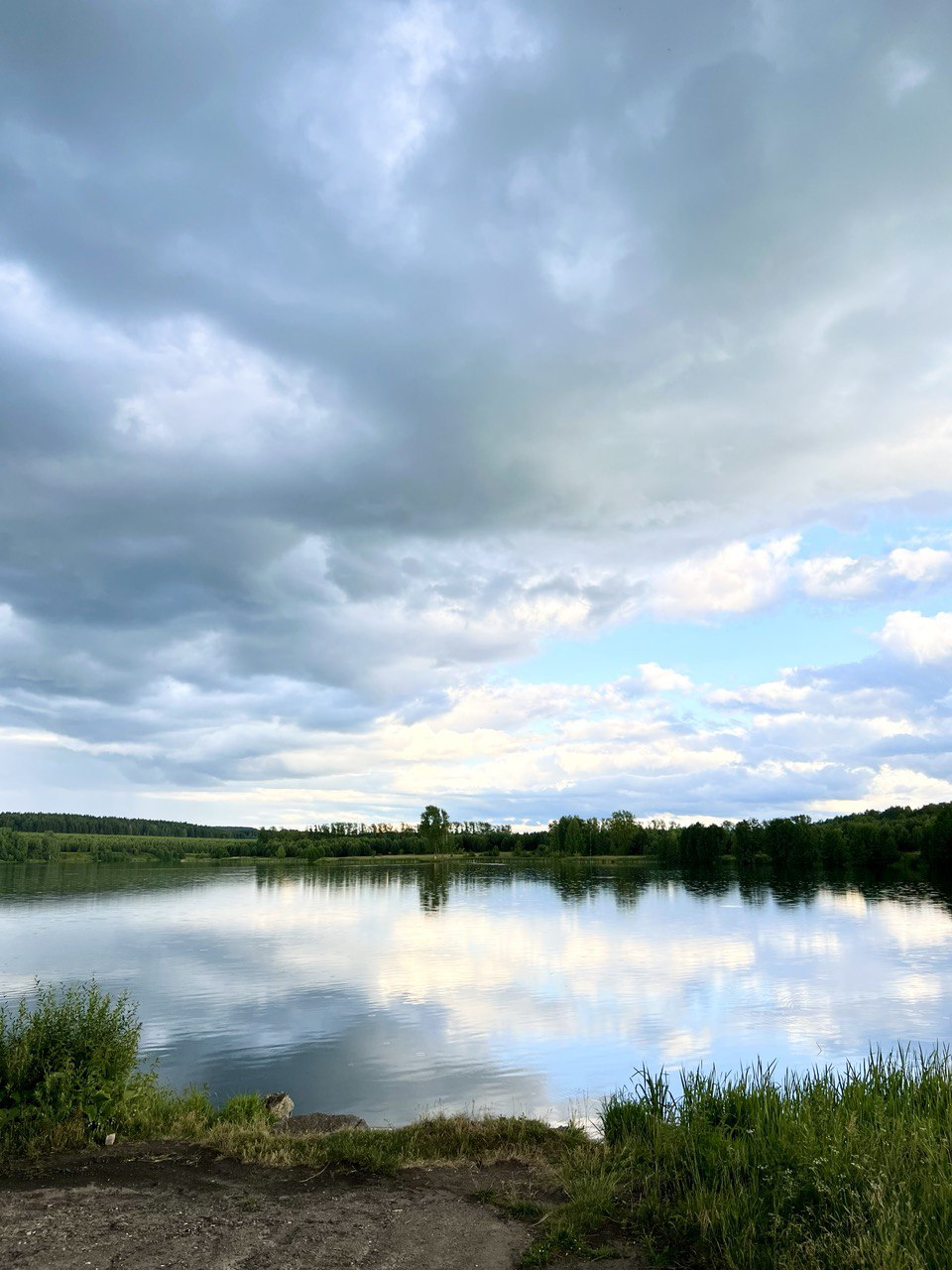
Vue de l'étang de Stemass.

Le village est fondé à la fin du XVIIe siècle par des paysans venus de Stemas (aujourd'hui Stemassy) dans l'ouïezd d'Alatyr.
L'église est construite en bois en 1845, sur les fonds des paroissiens et du propriétaire terrien, N.A. Savrassov. Elle est dédiée à Notre-Dame de Kazan pour son autel principal et son autel secondaire est dédié à saint Nicolas. Le village se trouve sur la route commerciale de Simbirsk à Penza, dans l'ouïezd de Karsoun du gouvernement de Simbirsk. L'école paroissiale ouvre à Stemas en 1865.
En 1913, l'on compte 187 foyers pour 434 habitants, une école, deux moulins. Un soviet rural est constitué en 1918. Le village compte en 1926 un nombre de 1 261 habitants et une école primaire.
Stemass devient en 1930 le siège du conseil rural de Stemass dans le raïon de Maïna; il y a 1 586 habitants et l'on organise un kolkhoze du nom de « La Vague de la Révolution », comprenant celui de « L'Estonie rouge », devenu en 1959 le kolkhoze « Premier mai », ayant fusionné avec les kolkhozes voisins « Le Bolchévique » (du village de Kanabeïevka) et « Premier mai » d'Arapovka.
En 1935, on commence à écrire son nom avec deux s à la fin, devenant Stemass. Pendant la Grande Guerre patriotique, une centaine de soldats originaires du village meurent au front ou disparaissent. Le monument aux morts du village leur rend hommage.
Au milieu des années 1950, un centre médical est inauguré. Le village dispose d'une bibliothèque. Une filiale de Rostelecom ouvre en 1962 et une grande maison de la culture en 1964. Le jardin d'enfants a fermé en 2009. Une école secondaire est ouverte en 1987 et une station de pompiers depuis 2012.
En 1996, la population tombe à 460 habitants.

## Population à l'année
- 1996: 460 habitants
- 2010: 321 habitants

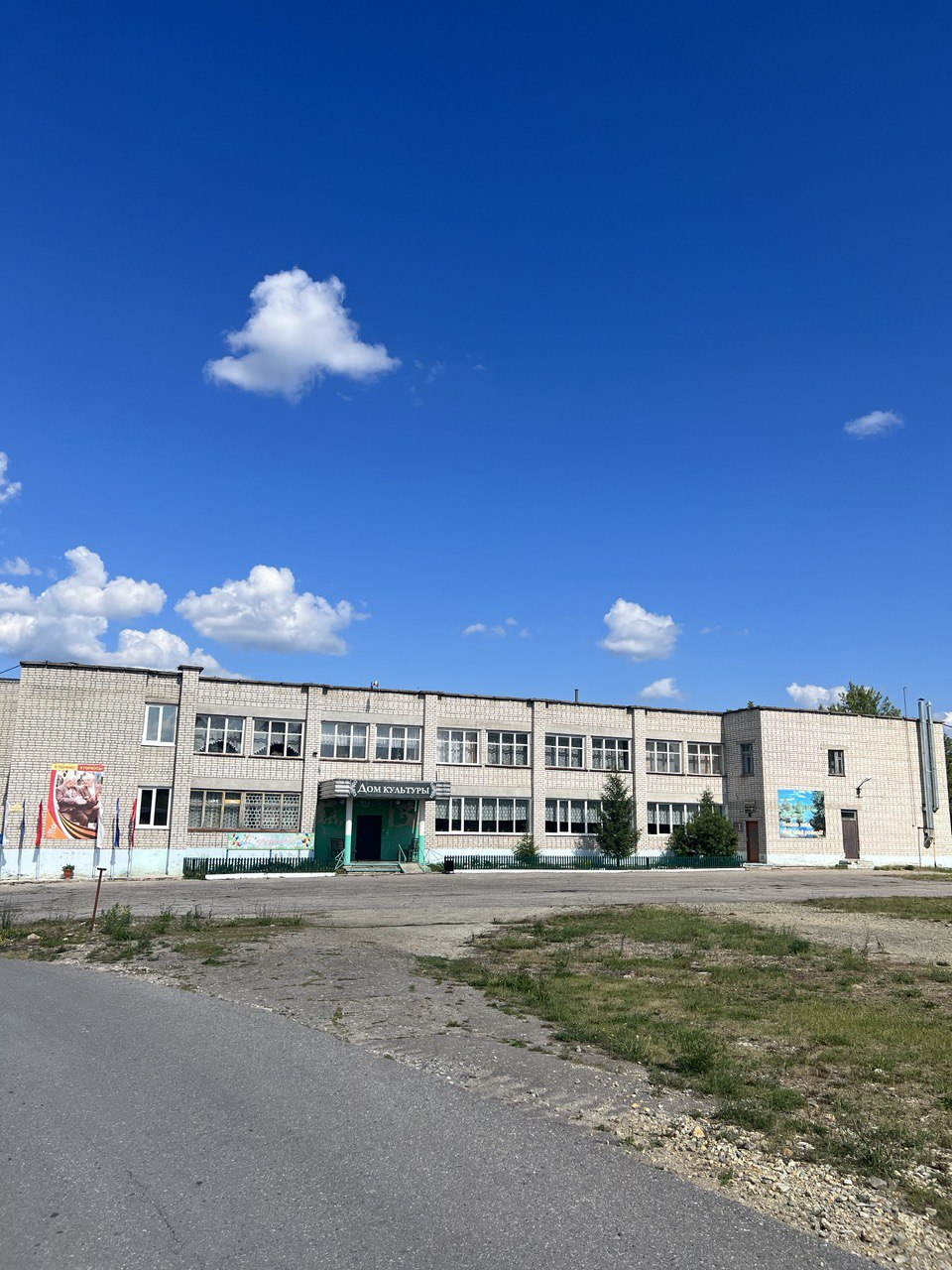
Maison de la culture construite en 1964.
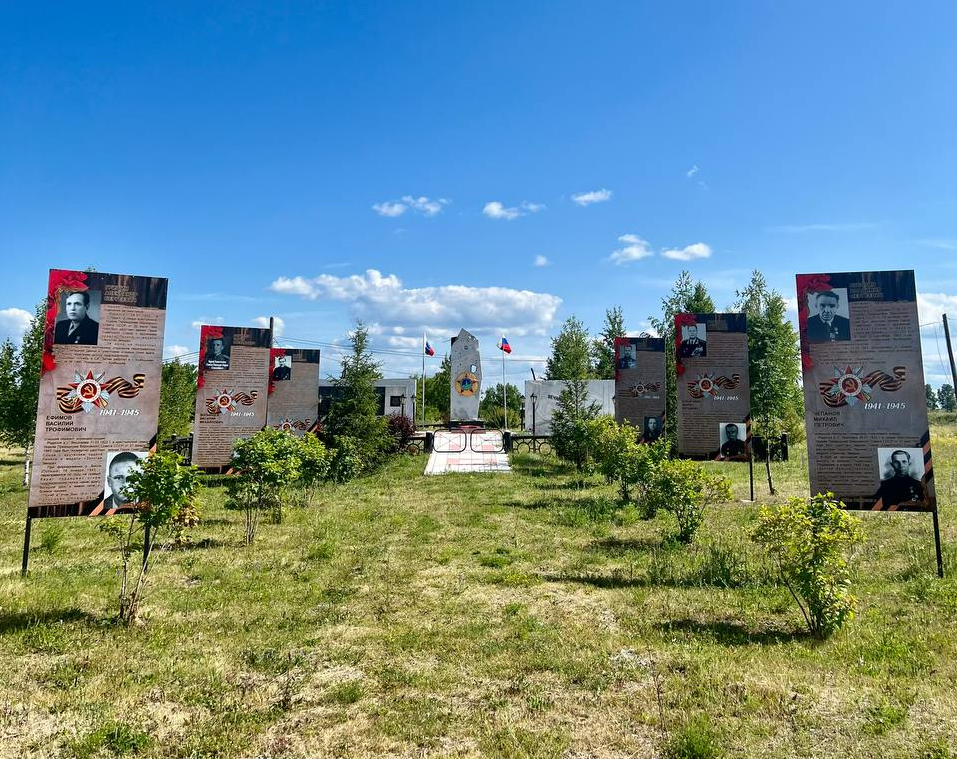
Monument aux morts.